# Straßenbahn Abbazia
Die Straßenbahn Abbazia, auch Kleinbahn Abbazia oder nach ihrer Endstation auch Lovraner Tramway, war eine meterspurige Überlandstraßenbahn in Istrien, die die Region um Abbazia (kroatisch Opatija) erschloss und mit dem Bahnhof der Südbahn-Gesellschaft in Mattuglie verband. Sie wurde von der Abbazianer Elektrizitäts- und Kleinbahn-Gesellschaft (A.E.K.) betrieben. Die Straßenbahn Abbazia war einer von sechs Straßenbahnbetrieben auf dem Gebiet des modernen Staates Kroatien, war aber aufgrund ihrer Einstellung im Jahr 1933 nie ein jugoslawischer oder kroatischer Betrieb.

## Geschichte

Karte der istrischen Küste von Abbazia einschließlich Straßenbahn und Detailkarte von Abbazia

Die Südbahn-Gesellschaft, deren 1873 eröffnete Zweigstrecke St. Peter in Krain – Fiume nahe Abbazia vorbeiführte, erkannte das touristische Potential des Küstenstreifens im Osten der Markgrafschaft Istrien und damit im damaligen Österreichischen Küstenland. Unter ihrem Direktor Friedrich Julius Schüler, der schon den Semmering bei Wien zum internationalen Kurort ausgebaut hatte, erwarb sie 1882 die Villa Angiolina, einen beliebten Treffpunkt vornehmer Gesellschaftskreise, samt ihren Parkanlagen und baute sie zu einem Luxushotel um. Von dieser „Keimzelle“ ausgehend, wuchs Abbazia rasch zu einem beliebten Aufenthaltsort von Adel und Großbürgertum an. Am 4. März 1889 wurde Abbazia per Landesgesetz zum Kurort erhoben. Kuranstalten und Hotels im Stil des Historismus sowie Pensionen für das bürgerliche Publikum prägten schon bald das Bild von der „istrischen Riviera“.
Während die Anreise des Publikums mit der Südbahn rasch und komfortabel vonstattenging, standen als Zubringer zu den Unterkünften und Kuranstalten in den Küstenorten am Bahnhof Mattuglie (ab 1905: Mattuglie-Abbazia) Pferdedroschken als Vorläufer der Taxis sowie Stellwagen zur Verfügung, deren Fuhrwerker lautstark um Fahrgäste warben, was als dem mondänen Charakter des Ortes abträglich wahrgenommen wurde. Für das aus Fiume (kroat. Rijeka) anreisende Publikum und für Fahrten entlang der Küste wurde ein Linienenverkehr mit Dampfschiffen betrieben.

### Vorprojekte

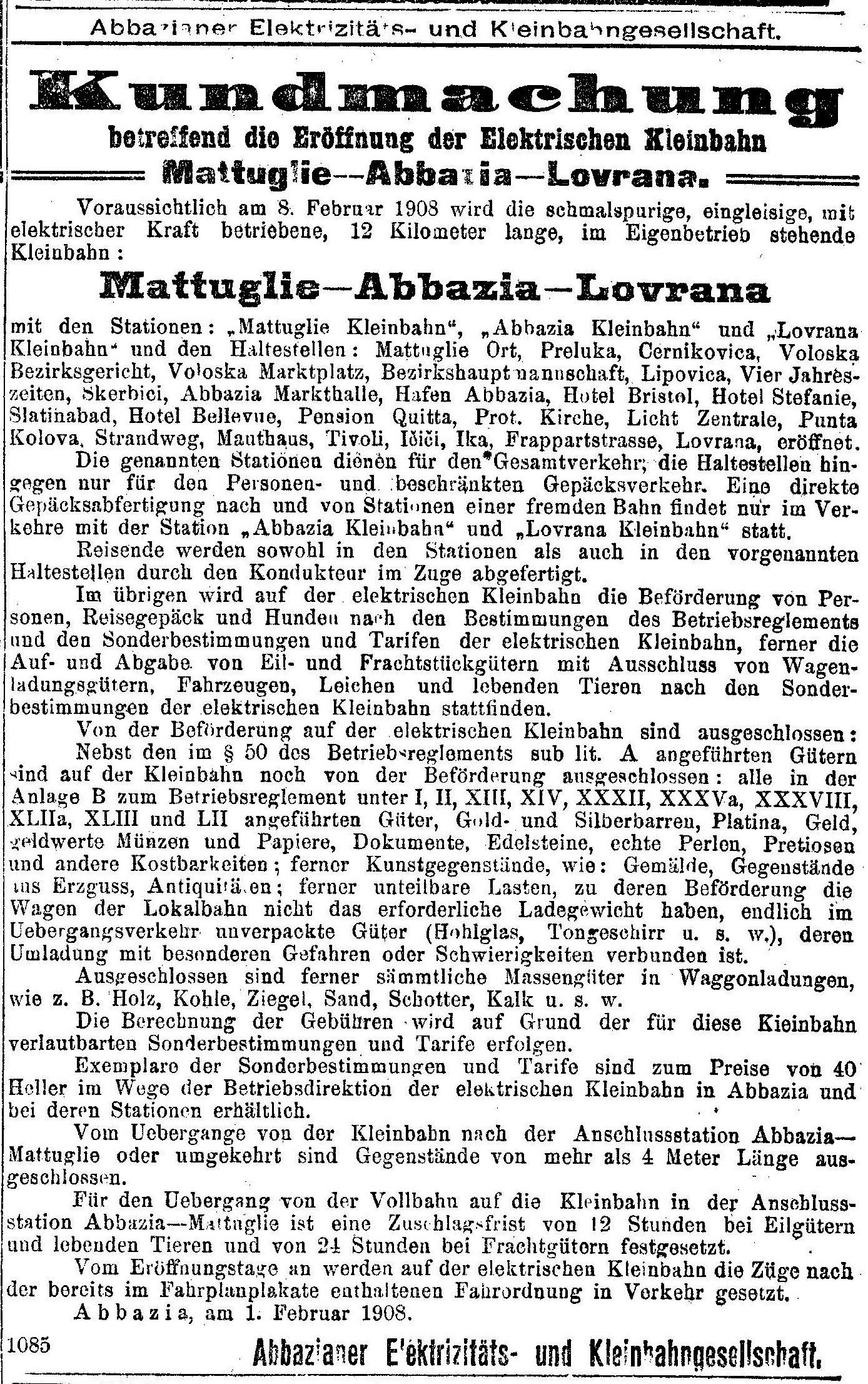
Kundmachung der Eröffnung und der Beförderungsbedingungen im Pester Lloyd, 9. Februar 1908

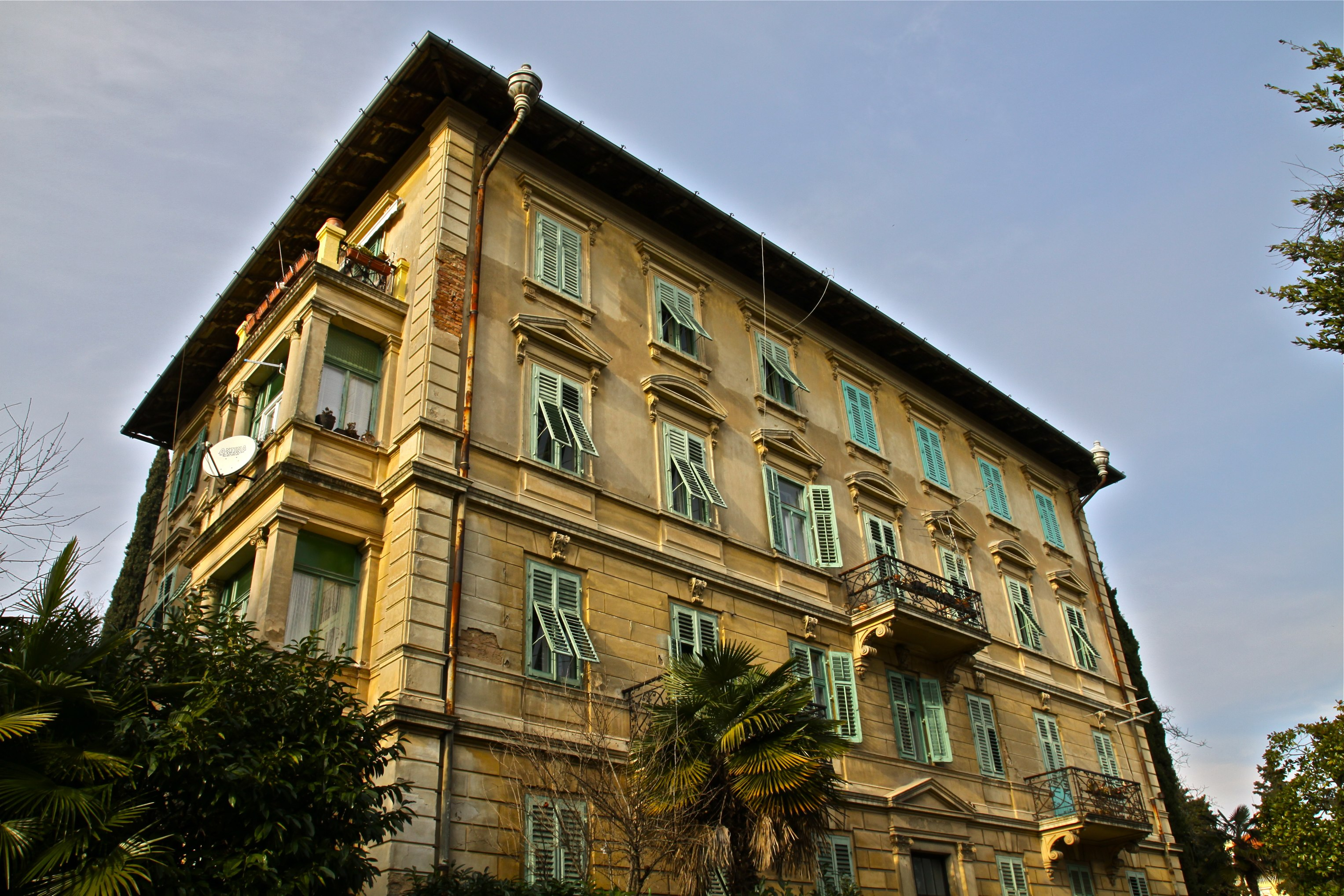
Die A.E.K. hatte ihre Büros in der Villa Helios in Abbazia

Der Bau einer Lokalbahn oder Straßenbahn entlang der Küste bei Abbazia erschien dank des florierenden Tourismus lukrativ und wurde über einen Zeitraum von knapp eineinhalb Jahrzehnten von einer Vielzahl von Interessenten verfolgt, die um Genehmigung für entsprechende Vorarbeiten angesucht hatten. Davon sind mehrere Bewerber überliefert, die die erforderliche Vorkonzession erhielten, um legal Vorbereitungsarbeiten wie Terrainvermessung und Trassierung durchführen zu dürfen. In der Regel scheiterten die Projekte daran, dass die Bewerber die finanziellen Mittel zur Verwirklichung nicht aufbringen konnten.
- 1891 erteilte das Handelsministerium dem Budapester Bauunternehmer Ignaz Braun und dem Schriftsteller Gustav Fuchs die Genehmigung zu Vorbereitungen für eine normal- oder schmalspurige Bahn von einem geeigneten Punkte der Südbahnstrecke nach Abbazia.[5] Das Projekt sah eine Spurweite von 760 mm und eine Ausführung als Zahnradbahn zwischen dem Bahnhof Mattuglie und Volosca vor.[6]

- Ende 1892 beantragte der Grazer Baurat Oskar Baron Lazarini bei den österreichischen und ungarischen Behörden eine Genehmigung für Vorbereitungen für eine schmalspurige Lokalbahn mit Dampf- oder Pferdebetrieb von Abbazia über Volosca und Cantrida nach Fiume.[7]

- Die Quarnerogesellschaft, eine Aktiengesellschaft zur Entwicklung des touristischen Angebots, plante 1896 eine mit Dampflokomotiven betriebene normalspurige Bahn von Mattuglie nach Abbazia, die die Führung direkter Kurswagen nach Abbazia ermöglicht hätte, einschließlich einer schmalspurigen Fortsetzung bis Lovrana. Gegen einen Dampfbetrieb kam jedoch Widerstand von Hoteliers, die eine Störung ihrer Gäste durch Rauch und Lärm befürchteten.[8]

- Ebenfalls 1896 ersuchte ein Konsortium, bestehend aus Graf Rudolf Kinsky, dem Ingenieur Max Déri und Arthur Steinacker, dem Direktor der Fiumaner Creditbank, um eine Konzession für eine schmalspurige elektrische Bahn in Meterspur nach Lovrana.[9] Da im selben Jahr auch das Elektrizitätswerk von Abbazia in Betrieb ging, wurde fortan bei allen Projekten am elektrischen Betrieb festgehalten.

- Im Jahr 1900 warben Fürst Alfred Wrede und der Wiener Baumeister Jakob Ludwig Münz, Besitzer der Villa Münz in Ičići, um eine Konzession für eine schmalspurige elektrische Lokalbahn vom Bahnhof Mattuglie der Südbahn über Abbazia nach Lovrana. Auch wurden Vorbereitungen für eine Zweigstrecke in Richtung Fiume genehmigt. Uneinig war sich nun die lokale Bevölkerung über den Streckenverlauf, da man die Linienführung durch die engen Ortsdurchfahrten vermeiden wollte. Auch wurde die beabsichtigte Fahrdrahtspannung von 750 V, die als notwendig erachtet wurde, um die Steigung hinauf zum Bahnhof Mattuglie zu bewältigen, vom Eisenbahnministerium als zu gefährlich angesehen. Erst ein Gutachten, das die Ungefährlichkeit höherer Spannungen als 550 V in anderen Städten Europas bestätigte, stimmte das Ministerium um.[10]
- Im Jahr 1902 berichtete die Zeitschrift Der Bautechniker, dass die Straßenbahn Abbazia eine Zweiglinie zum Anschluss an die Fiumaner elektrische Straßenbahn erhalten solle.[11]

- Gegen Ende 1903 erteilte das k. k. Eisenbahnministerium dem Ingenieur Hugo Rzeppa, dem Villenbesitzer Josef Baumgartner aus Abbazia und dem Bauunternehmer Adolf Niedenthal die Bewilligung für technische Vorarbeiten für eine schmalspurige elektrische Lokalbahn Mattuglie – Abbazia – Lovran sowie einer Strecke von Lovrana auf den Monte Maggiore.[12]

- 1904 genehmigte das k. k. Eisenbahnministerium dem Baurat Rudolf Stummer von Traunfels ebenfalls Vorarbeiten für eine elektrische Schmalspurbahn Mattuglie – Lovrana einschließlich einer Zweigstrecke in Richtung Fiume.[13]
- Das Allgemeine Bade-Blatt für die Frauenwelt[14] schrieb am 10. Juni 1913

„Zwischen Fiume und Abbazia soll eine elektrische Bahn gebaut werden. Die Bewilligung zum Bau wurde unter der Bedingung erteilt, dass die Landstraße gegen das Meer zu ausgebreitet werde. Die Bahn wird von der Linie Mattuglie – Abbazia in der Nähe von Prelucca abzweigen und bis zur Landesgrenze führen, wo sie sich an die Fiumaner elektrische Bahn anschließt. Mit dem Bau wird demnächst begonnen, der Betrieb dürfte schon im nächsten Frühjahre aufgenommen werden.“

- In der Zeitschrift Die Wasserwirtschaft war 1913 zu lesen, dass der Bauunternehmer Alfred Sirola beabsichtige diese Straßenbahnverbindung zu bauen.[15] Genannt wurde hier allerdings eine Streckenlänge von nur 4 ¼ Kilometer.

### Bau und Betrieb

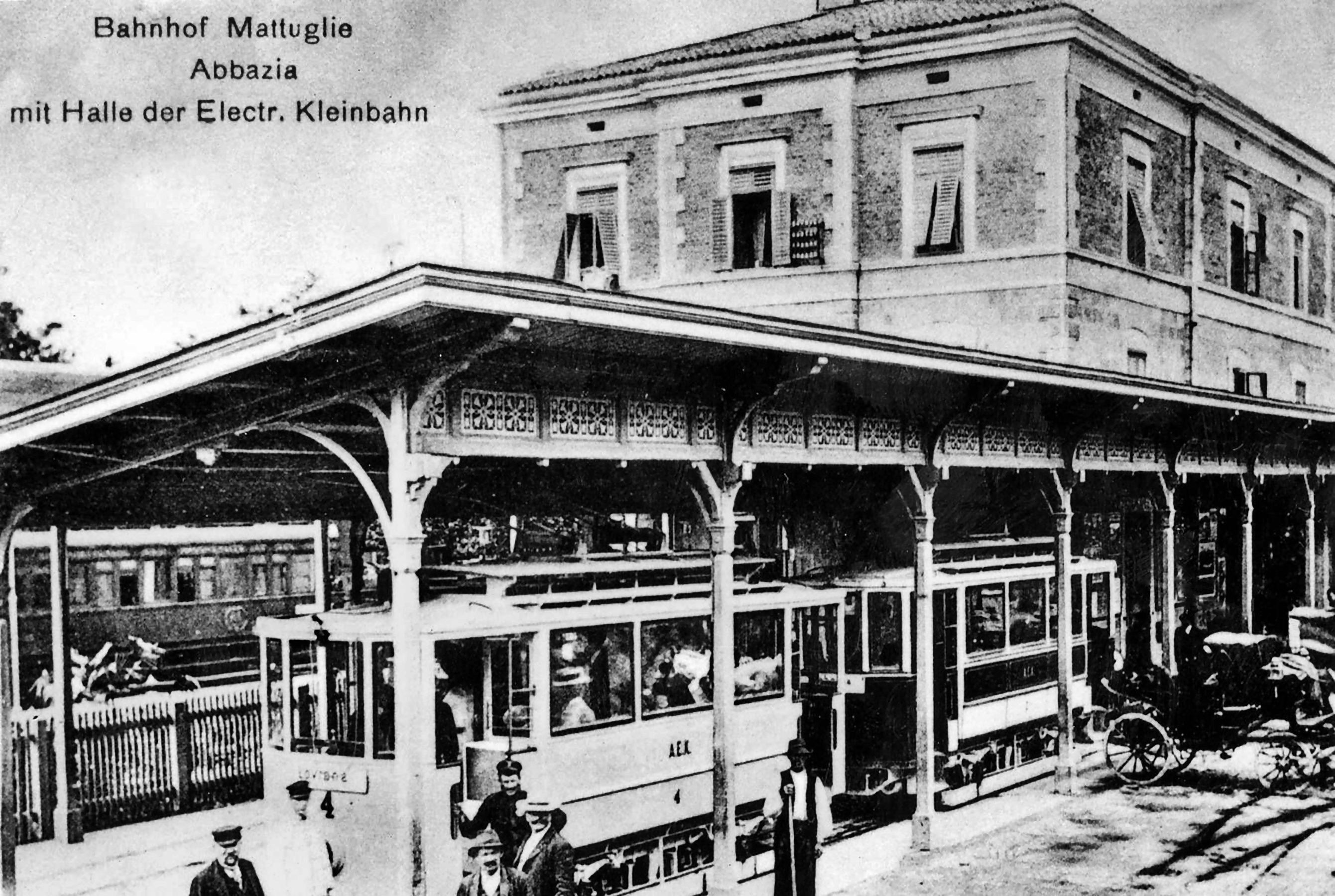
Abfahrtstelle der A.E.K. am Bahnhof Mattuglie-Abbazia, Wagen 4 wurde bereits umlackiert

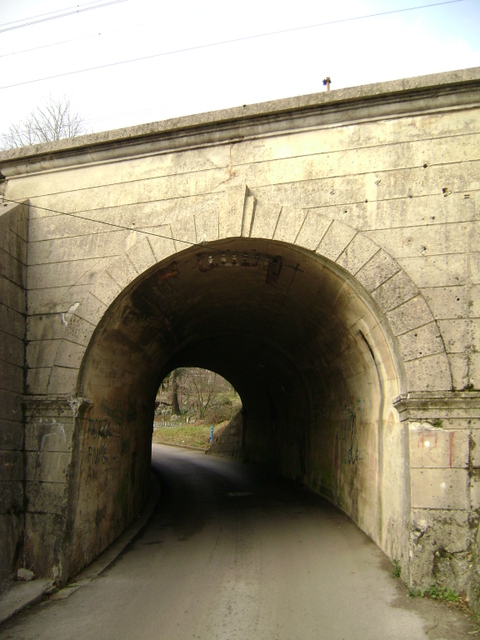
Die Unterführung unter den Gleisen der Südbahn bei Matuliji dient heute noch dem Straßenverkehr

Letztlich gelangte das Projekt von Wrede und Münz von 1900 zur Verwirklichung, nachdem Münz offiziell am 28. Dezember 1904 mit dem Bau begonnen hatte, um eine Finanzierungszusage durch die Kurkommission Abbazia nicht zu verlieren. Diese hatte die Übernahme von Stammaktien im Wert von 200.000 Kronen zugesagt, wenn der Baubeginn noch 1904 erfolgen würde. Im selben Jahr hatte Münz bereits die Straßenbahn Pola errichtet und war an deren Betreibergesellschaft beteiligt. Die politische Begehung der Trasse hatte zu diesem Zeitpunkt bereits stattgefunden und die notwendigen Genehmigungen des Eisenbahnministeriums lagen vor.
Die Übernahme von Prioritätsaktien im Wert von einer Million Kronen durch die Markgrafschaft Istrien kam mangels Einigung im Landtag nicht zustande, Ersatz konnte durch Beteiligungen der Südbahn-Gesellschaft, der Internationalen Schlafwagengesellschaft und der Quarnerogesellschaft gefunden werden. Als weitere Großaktionäre traten Münz’ eigenes Bauunternehmen und die Aktiengesellschaft für elektrotechnische Unternehmungen in München auf, denen am 20. November 1906 die Konzession für die Bahn auf 60 Jahre erteilt wurde, nachdem Fürst Wrede als Konzessionswerber zurückgetreten war. Das für die Kurkommission vorgesehene Aktienpaket erwarben nach Unstimmigkeiten letztlich die Österreichischen Siemens-Schuckert-Werke.

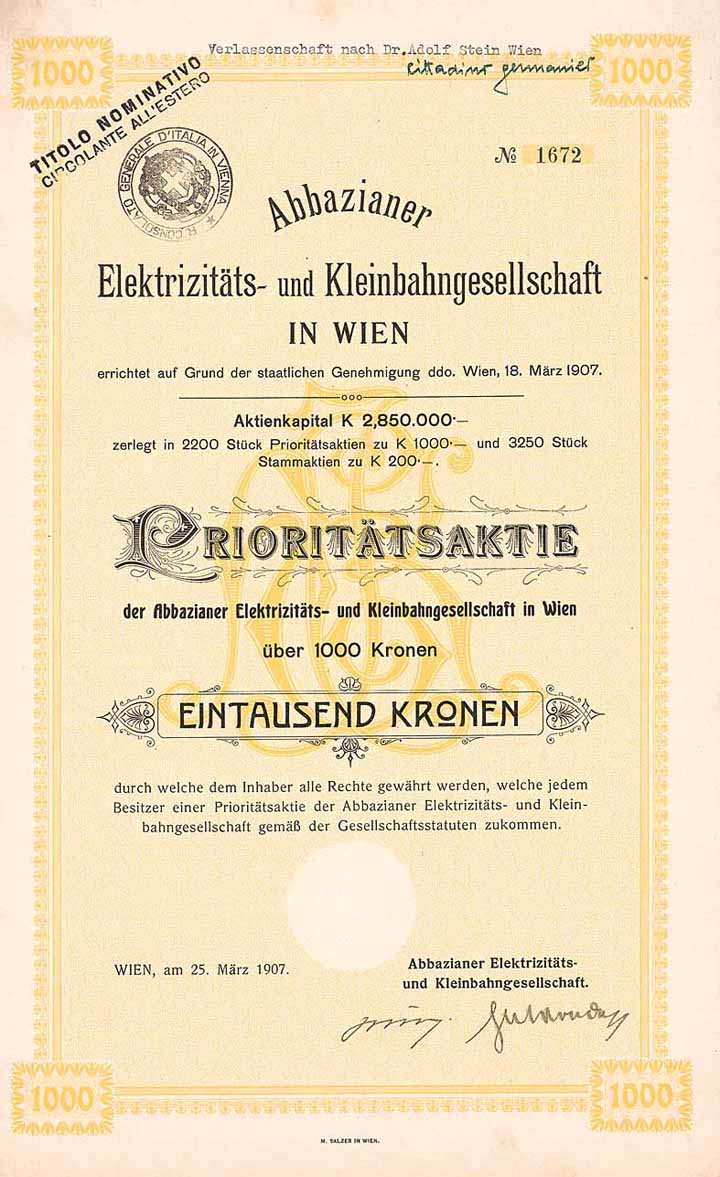
Prioritätsaktie Abbazianer Elektrizitäts- und Kleinbahngesellschaft mit Nennwert von 1000 Kronen

1907 wurde die Konzession an die in Wien neu gegründete Abbazianer Elektrizitäts- und Kleinbahn-Gesellschaft (A.E.K.) übertragen, die mit einem Kapital von 2.850.000 Kronen ausgestattet war. Es wurden 3.250 Stammaktien mit einem Nominal von 200 Kronen sowie 2.200 Prioritätsaktien zu 1.000 Kronen aufgelegt.
Nach knapp einem Jahr Bauzeit war die Bahn Anfang 1908 fertiggestellt, die Kosten betrugen etwa drei Millionen Kronen. Die behördlichen Probefahrten am 7. und 8. Jänner 1908 verliefen ohne Beanstandung und so konnte die Strecke zwischen Volosca und Lovrana am 9. Februar eröffnet werden. Die „Bergstrecke“ von Volosca hinauf zum Bahnhof Mattuglie-Abbazia ging am 15. Februar 1908 in Betrieb. Im August 1913 wurde die Strecke noch um ca. 400 Meter vom Endpunkt Hotel Villa Lovrana ins Ortszentrum von Lovrana verlängert. Weitere Projekte, wie eine Bergbahn zur Erschließung der Učka oder eine Verbindung mit der Straßenbahn Fiume, kamen nicht mehr zustande, wenn auch für derartige Projekte noch weiter Vorkonzessionen erteilt wurden.

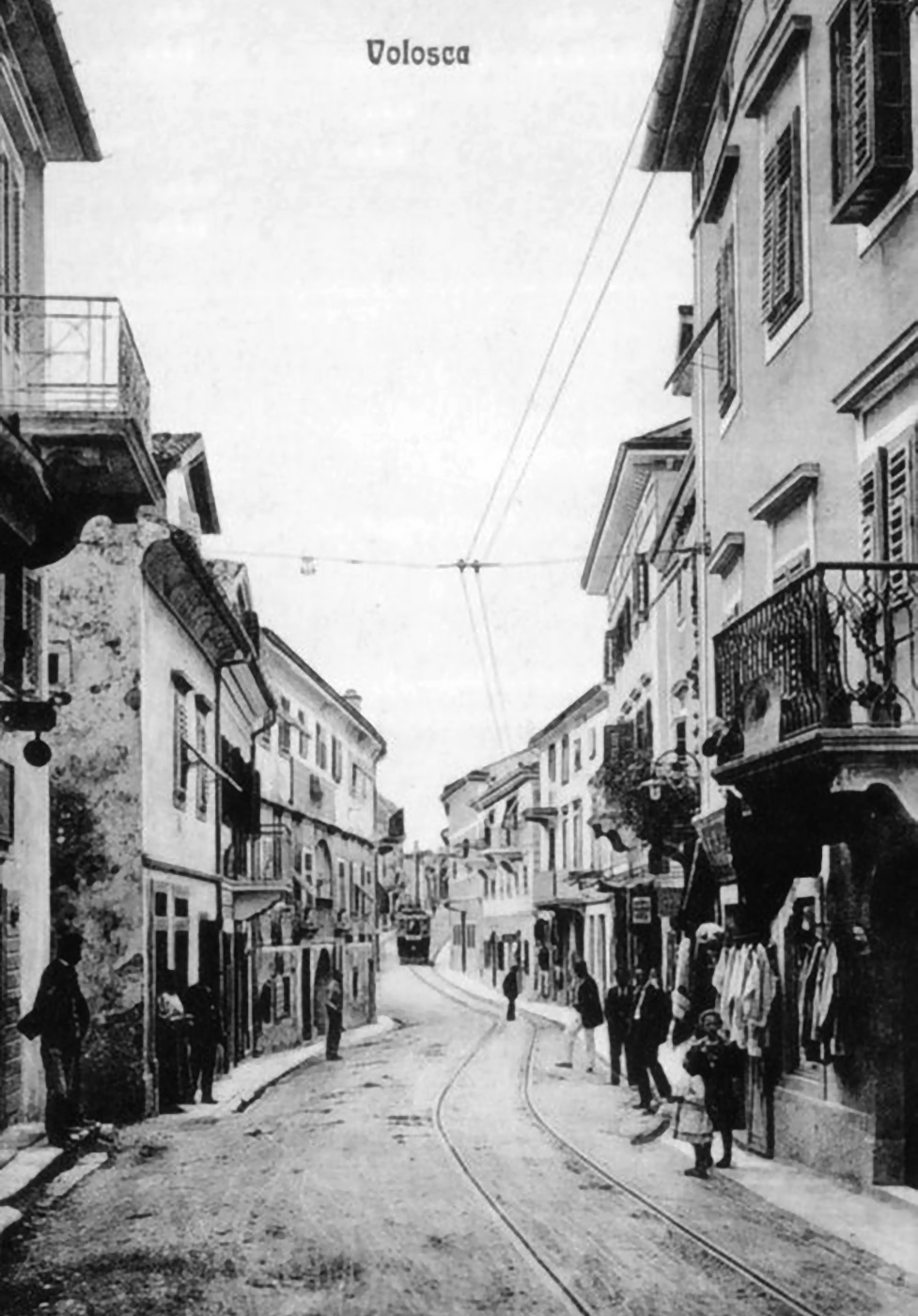
Die Reichsstraße mit Straßenbahn in Volosca

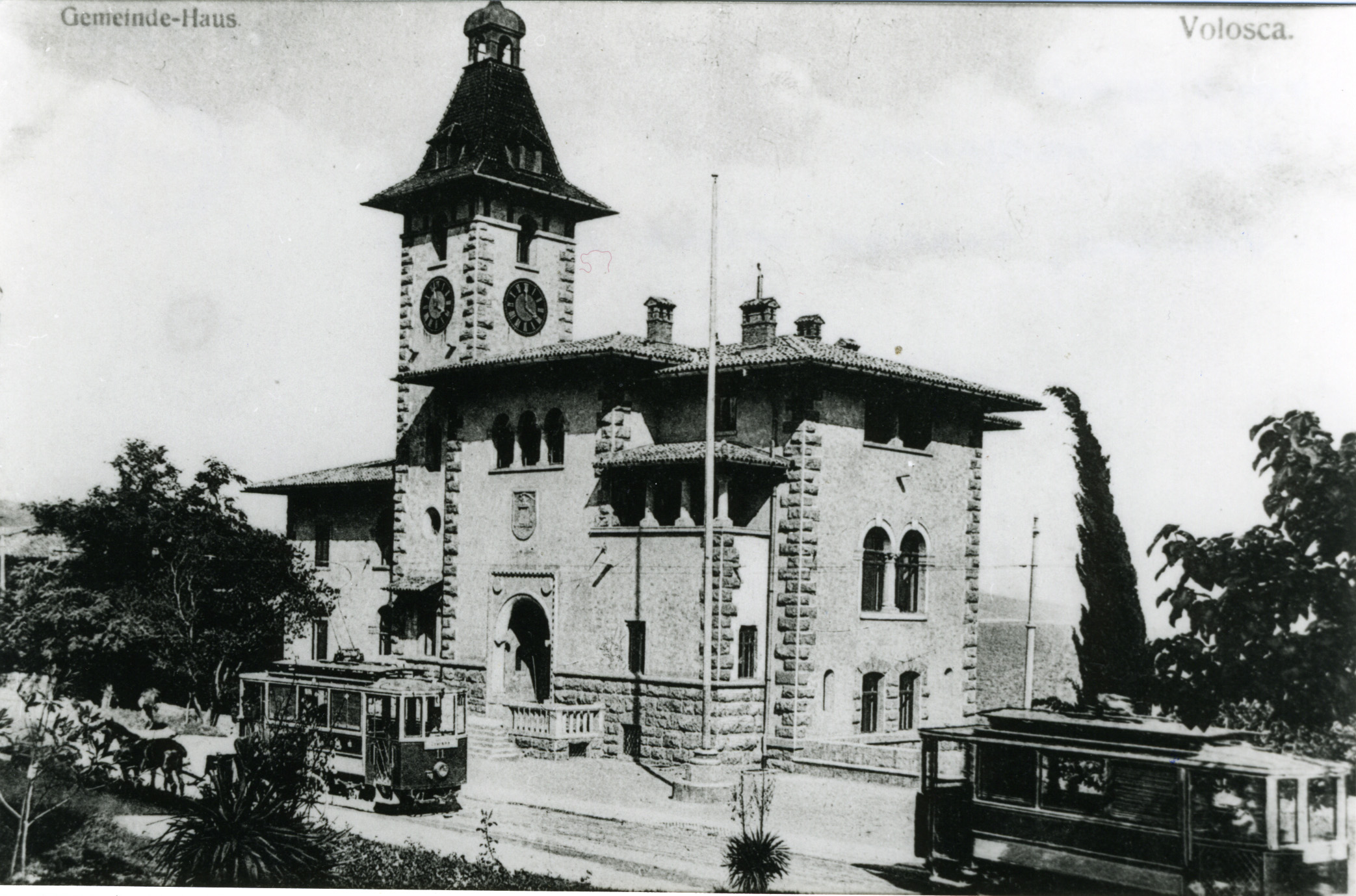
Zwei Wagen in der Ausweiche beim neuen Gemeindehaus von Volosca (heute Rathaus von Opatija)

Die Straßenbahn diente vorwiegend dem touristischen Publikum als Zubringer vom Bahnhof der Südbahn zu den Hotels und Pensionen, aber ebenso dem Ausflugsverkehr entlang der sogenannten „Istrischen Riviera“. Auch hatte sie den Posttransport zwischen Mattuglie und Lovrana inne, für den eigens zwei Post- und Gepäcktriebwagen angeschafft wurden. Zwischen Volosca und der Haltestelle Slatina wurde im 8-Minuten-Takt gefahren, bis Lovrana alle 16 Minuten. Die Steilstrecke zum Bahnhof Mattuglie-Abbazia bedienten nur Anschlüsse von und zu Zügen der Südbahn.
Bereits aus den ersten Wochen des Betriebs sind mehrere Entgleisungen überliefert und von einem ersten Unfall liegen vom April 1908 Berichte vor: Ein zurückschiebendes Fuhrwerk rammte einen Beiwagen der Straßenbahn, was drei Leichtverletzte zur Folge hatte. Im November entgleiste ein Wagen und prallte gegen ein Haus.
Am 4. März 1909 kam es zu einem schweren Unfall auf der Steilstrecke zwischen Mattuglie und Volosca, als bei Preluka ein talwärts fahrender Triebwagen auf das vorauslaufende Fahrzeug auffuhr. Beide Wagen waren neben dem Personal mit insgesamt 45 Fahrgästen besetzt. Ein Schaffner wurde von der Plattform geschleudert und schwer verletzt, 11 weitere Personen erlitten leichtere Verletzungen. Eine Sperre des Streckenabschnittes und eine Untersuchung des Vorfalles wurde behördlich veranlasst. Als Ursache wurde der schlechte Zustand des Materials vermutet, grundsätzlich stellte aber auch die Personalsituation der Bahn ein Sicherheitsrisiko dar. Da der Monatslohn nur zwischen 80 und 90 Kronen lag, war eine sehr hohe Personalfluktuation festzustellen. Es wurden daher auch Bewerber aus einer Vielzahl von betriebsfremden Berufen aufgenommen, die nach nur kurzer Ausbildung auf der anspruchsvollen Strecke fahren mussten, obwohl das Fahren und Bremsen mit den damals üblichen Schleifringfahrschaltern einiges an Übung und Geschick erforderte. Infolge des Unfalles organisierte sich das Personal der Bahn erstmals zu einem Streik.

### Nach dem Ersten Weltkrieg

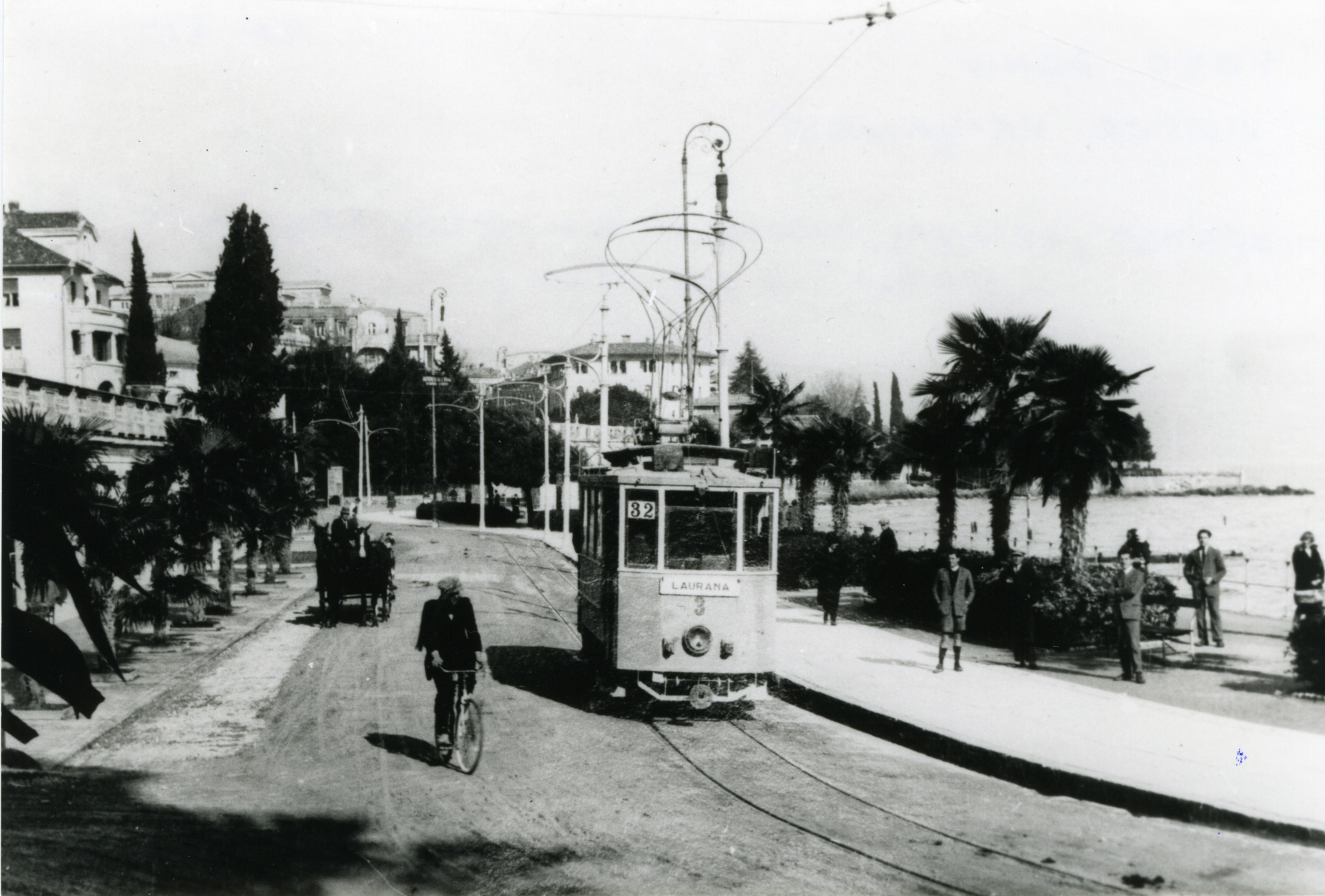
Straßenbahn in Abbazia mit italienischsprachigem Zielschild „Laurana“ nach dem Ersten Weltkrieg

Infolge des Vertrags von Saint-Germain wurde Istrien nach dem Ersten Weltkrieg als Teil der Region Julisch Venetien Italien zugesprochen. Der Betreiber firmierte fortan italienisch als Società Anonima Ferrovie Elettriche Secondarie Abbazia.
In den folgenden Jahren erwuchs der Bahn im Straßenverkehr starke Konkurrenz. Das mondäne Publikum reiste nun vermehrt im eigenen Kraftfahrzeug. Die verhältnismäßig lange Fahrzeit ließ den Mitbewerber Omnibus attraktiver erscheinen, auch wurde die Straßenbahn wegen ihrer geringen Höchstgeschwindigkeit vermehrt als Verkehrshindernis angesehen. Notwendige Erneuerungen und Modernisierungen an Infrastruktur und Fahrzeugen erschienen dem Eigentümer wirtschaftlich nicht mehr vertretbar und die Umstellung auf einen Busbetrieb zeichnete sich schon zu Beginn der 1930er-Jahre ab.

### Einstellung
Der 21. März 1933 war nach 25 Jahren der letzte Betriebstag der Straßenbahn Abbazia. Der Personenverkehr wurde von Bussen des Consorzio Intercomunale Servizi Automobilistici Fiume – Abbazia (C.I.S.A.) übernommen. Die Gleise wurden abgebaut und verwertbares Material nach Sizilien zur Verwendung bei den Straßenbahnen dort gebracht. An die Straßenbahn erinnern entlang ihrer Route noch einige Wandrosetten der Oberleitung, die an den Hausfassaden erhalten geblieben sind, und die Remise oberhalb von Volosko, die von einem Gewerbebetrieb genutzt wird. 2010 war der Straßenbahn eine Ausstellung im Hotel Imperial in Opatija gewidmet.

## Strecke

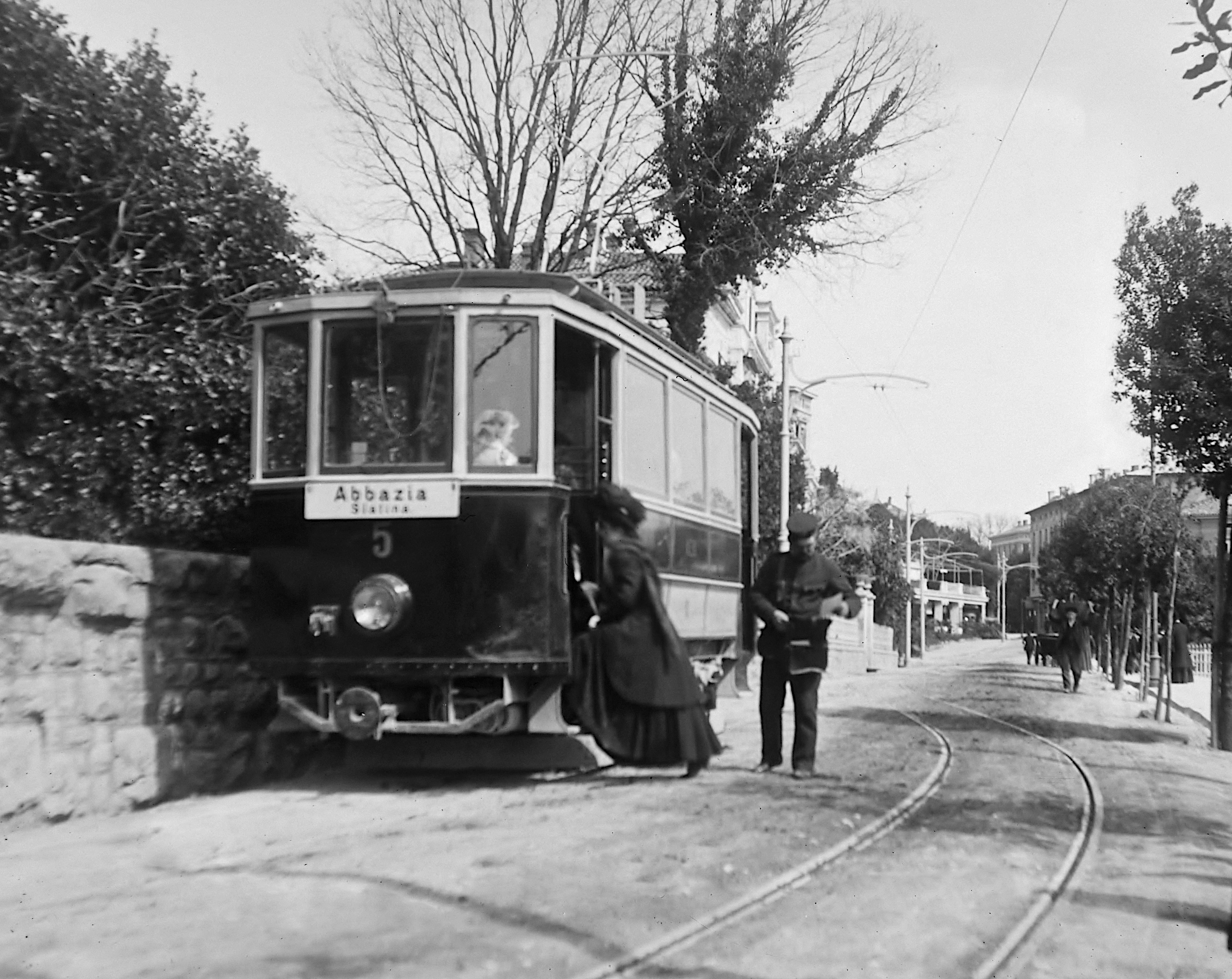
Triebwagen 5 an einer Haltestelle und Betriebsausweiche im Zentrum von Abbazia

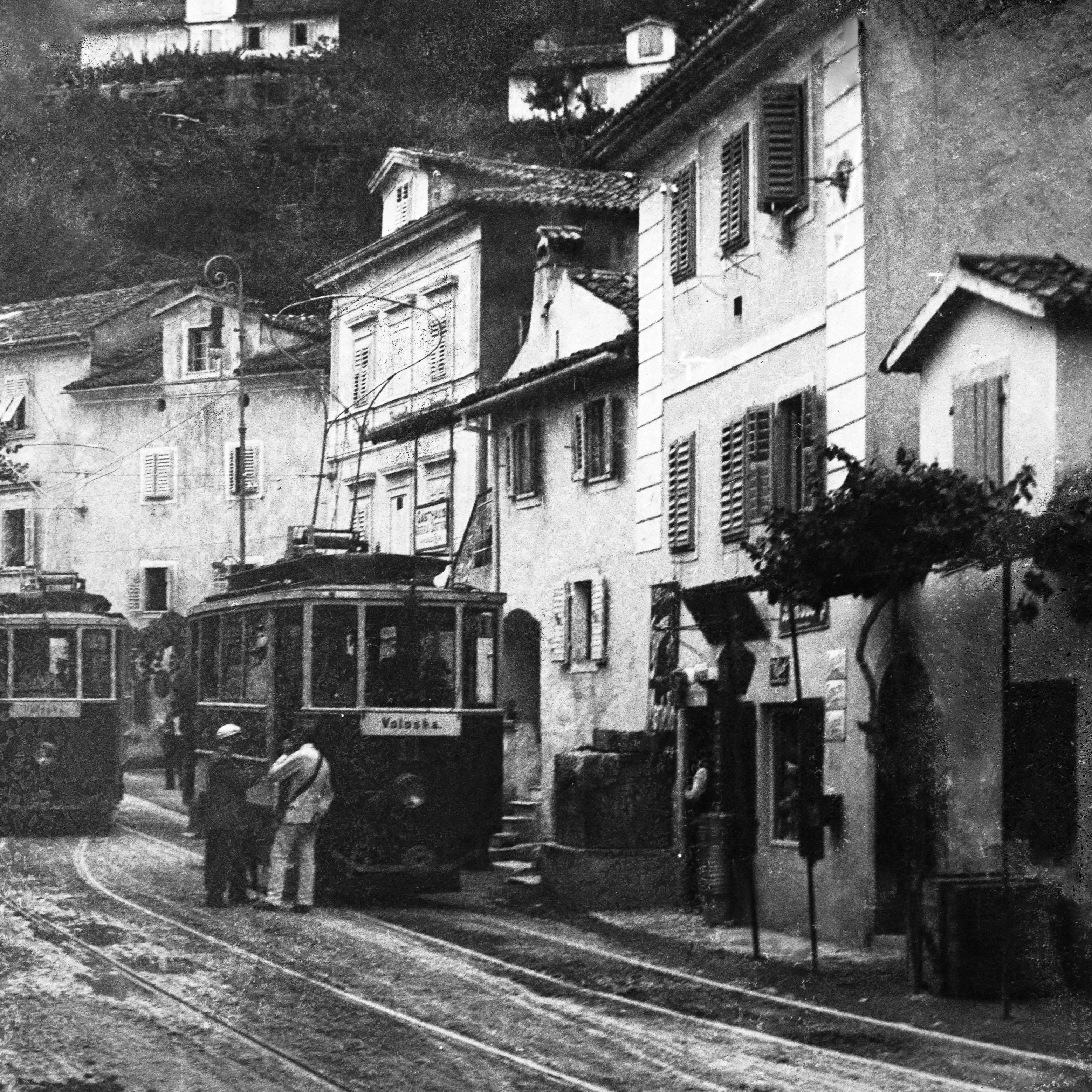
Kreuzung zweier Züge in der Betriebsausweiche in Ika

Die Straßenbahn Abbazia verfügte im Endausbau über drei Stationen (Mattuglie Kleinbahn, Abbazia Kleinbahn und Lovrana Kleinbahn), an denen alle Dienste einschließlich Gepäcksabfertigung von und zu fremden Bahnhöfen angeboten wurden, sowie 27 Haltestellen für den Personen- und Reisegepäckverkehr. Die Maximalsteigung betrug 81 ‰, der Mindestradius 25 m. Die Höchstgeschwindigkeit war allgemein mit 22 km/h, auf der Steilstrecke aus Sicherheitsgründen mit 10 km/h festgelegt worden. Die Gleichspannung von 750 V wurde über einen Kupferfahrdraht mit 10 mm Durchmesser zugeführt, der abschnittsweise doppelt ausgeführt war.
Der Ausgangspunkt am Bahnhof Mattuglie-Abbazia, auf einer Höhe von 212 Meter über Adria, lag unter einem Perrondach parallel zum Hausbahnsteig, wo ein direktes Umsteigen von und zu den Zügen der Südbahn möglich war. Die Strecke unterquerte kurz danach die Gleise der Südbahn und folgte auf ihrem steilsten Abschnitt zunächst der Straße nach Fiume und nach einer Kehre in die Gegenrichtung der Straße nach Volosca. Auf dieser Steilstrecke bot sich den Fahrgästen ein Panorama über die Kvarner-Bucht und ihre Inseln, die Höchstgeschwindigkeit betrug hier nur 10 km/h. Unmittelbar um die Kehre wurde nach dem Ersten Weltkrieg die Grenze zwischen Italien und dem kurzlebigen Freistaat Fiume gezogen, die allerdings nur zwischen 1920 und 1924 bestand. Am folgenden Streckenstück hinab nach Volosca befanden sich die Wagenremise und das Kraftwerk der A.E.K., das über zwei Maschinensätze zu je 200 PS und eine Pufferbatterie mit 364 Elementen verfügte.
Ab Volosca folgte die Strecke im Wesentlichen der Reichsstraße (heute Ulica Maršala Tita) durch die Orte; das Zentrum von Abbazia war nach knapp halbstündiger Fahrt erreicht. Weiter führte sie entlang der Reichsstraße über Ičići und Ika mit einigen steilen Steigungs- und Gefälleabschnitten bis Lovrana, wo die Züge, nach knapp einer Stunde Fahrzeit, am Rand der Altstadt endeten. In Lovrana befand sich auch eine Remise für zwei Wagen.

## Fahrzeuge
Zur Betriebsaufnahme standen elf Personentriebwagen, zwei kombinierte Triebwagen zur Post- und Gepäckbeförderung, sieben Beiwagen, davon fünf offene Sommerbeiwagen und zwei geschlossene Wagen, sowie ein Güterwagen für betriebsinterne Transporte zur Verfügung. Alle Fahrzeuge wurden fabriksneu bei der Grazer Waggonfabrik beschafft. Die elektrische Ausrüstung lieferten die Österreichischen Siemens-Schuckert-Werke (ÖSSW). Im Jahr 1910 wurden noch zwei geringfügig stärker motorisierte Personentriebwagen mit Gepäckabteil von denselben Herstellern erworben.
Die Personentriebwagen verfügten über 16 Sitz- und 14 Stehplätze. Alle Triebfahrzeuge waren, erstmals auf einer österreichischen Bahn, mit der erst kurz zuvor eingeführten Magnetschienenbremse der Bauart Westinghouse ausgestattet. Stromabnehmer war ein einfacher Lyrabügel. Ab 1910 wurden die Triebwagen 1 bis 11 auf eine stärkere Magnetschienenbremse umgebaut, zu deren Betriebssicherheit die Triebwagen mit einem zweiten Lyrabügel ausgestattet wurden. Die ausgebauten Bremsen wurden in Beiwagen eingebaut, die die Steilstrecke bisher nicht befahren durften.
Die beiden geschlossenen Beiwagen wurden vorzugsweise gemeinsam mit den Post- und Gepäcktriebwagen eingesetzt, in deren Kursen sie die Mitnahme von Fahrgästen ermöglichten. Die offenen Sommerwagen waren baugleich mit Wagen, die die Grazer Waggonfabrik an die Straßenbahn Dubrovnik, die Straßenbahn Pirano–Portorose und die Straßenbahn Unterach–See geliefert hat. Sie waren mit fünf Bänken mit umklappbaren Lehnen ausgestattet, die 20 Sitzplätze boten, und waren darüber hinaus für 12 Stehplätze zugelassen. Alle Fahrzeuge waren anfangs weiß-rot lackiert, später erhielten sie einen weiß-hellgrünen Anstrich.
Nach der Einstellung der Straßenbahn Abbazia wurden die Fahrzeuge an die Straßenbahn Ljubljana verkauft, wo sie bis zu deren Einstellung 1958 verkehrten. Davon kamen zwei der Sommerbeiwagen (aus der Reihe Nr. 101 bis 105) noch zur Straßenbahn Dubrovnik und blieben dort, auf 760 mm Spurweite umgespurt, bis zu deren Einstellung 1970 im Einsatz. Diese dort als Wagen 27 und 28 bezeichneten Fahrzeuge, deren ursprüngliche Nummern aus Abbazia nicht mehr nachvollziehbar sind, existieren noch und sind bei einem Hotel in Cavtat aufgestellt.
Übersicht über die Fahrzeuge der Abbazianer Elektrischen Kleinbahn:
| Nr.     | Baujahr | Fahrzeugtyp                         | Mechanischer Teil   | Elektrischer Teil                       | Leistung   | Bild                                                                     |
| ------- | ------- | ----------------------------------- | ------------------- | --------------------------------------- | ---------- | ------------------------------------------------------------------------ |
| 1–11    | 1906    | Personentriebwagen                  | Grazer Waggonfabrik | Österreichische Siemens-Schuckert-Werke | 2 × 38 PS  | Wagen 1 mit Personal in Ika                                              |
| 12–13   | 1910    | Personentriebwagen mit Gepäckabteil | Grazer Waggonfabrik | Österreichische Siemens-Schuckert-Werke | 2 × 40 PS  | Einer der 1910 beschafften Personentriebwagen mit Gepäckabteil           |
| 201–202 | 1906    | Post- und Gepäcktriebwagen          | Grazer Waggonfabrik | Österreichische Siemens-Schuckert-Werke | 2 × 38 PS? | Post- und Gepäcktriebwagen 202 mit einem der zwei geschlossenen Beiwagen |
| 101–105 | 1906    | Offener Sommerbeiwagen              | Grazer Waggonfabrik |                                         |            | Einer der offenen Beiwagen als Wagen 27 in Dubrovnik (1968)              |
| 151–152 | 1906    | Geschlossener Beiwagen              | Grazer Waggonfabrik |                                         |            |                                                                          |
| 251     | 1906    | Offener Güterwagen                  | Grazer Waggonfabrik |                                         |            |                                                                          |